# Mafdet Tessera
La Mafdet Tessera è una struttura geologica della superficie di Venere.